# Cephalaria aytachii
Cephalaria aytachii är en tvåhjärtbladig växtart som beskrevs av Süleyman Göktürk och Hüseyin Sümbül. 
Cephalaria aytachii ingår i släktet jätteväddar, och familjen Dipsacaceae. Inga underarter finns listade i Catalogue of Life.